# Chantal Akerman
Chantal Akerman (Bruxelas, 6 de junho de 1950 – Paris, 5 de outubro de 2015),  foi uma diretora belga. Era também artista, atriz, roteirista, produtora e professora de cinema. Segundo a pesquisadora Gwendolyn Audrey, teve grande influência para o cinema feminista e Avant-Garde. Seu filme mais conhecido é Jeanne Dielman (1975).

## Biografia
Chantal nasceu em Bruxelas, Bélgica, em 6 de junho de 1950. Filha de uma família judeus que foram vítimas do Holocausto Polonês, sua mãe, Nathalia, foi a única sobrevivente. Tinha uma irmã mais velha, Sylviane Akerman. Era extremamente próxima de sua mãe, que a incentivava a ter uma carreira ao invés de ser apenas dona de casa. Entra na faculdade de cinema belga Institut national supérieur des arts du spectacle et des techniques de diffusion aos 18 anos, porém sai em seu primeiro período para fazer o curta-experimental Saute ma ville, no qual ela mesma atua e que serve como estudo para seu filme posterior Jeanne Dielman.
A relação de Akerman com a mãe  é retratada em alguns de seus filmes. Em seu filme News from Home (1976), as cartas escritas pela mãe servem como narração. Já  em No Home Movie (2015), seu último filme, faz uma homenagem à morte da mãe retratando as conversas que tiveram poucos meses antes.
Akerman admitia que a mãe era o centro de seus trabalhos. Após sua morte, a diretora se sente desnorteada e começa a ter recaídas. Se suicida em 5 de outubro de 2015, em Paris. Estava hospitalizada por depressão, e havia retornado para sua casa em Paris 10 dias antes de sua morte, segundo sua irmã.

## Carreira

### Trabalhos e influências
Sua primeira influência foi o filme Pierrot le fou, de Jean-Luc Godard. Após assisti-lo, aos 15 anos, decide se tornar cineasta. Seu primeiro filme, Saute ma ville, estreia em 1971 no festival de curta-metragem de Oberhausen. No mesmo ano, muda-se para Nova York, onde permanece por um ano. Ao voltar para a Europa, faz seu primeiro longa-metragem, Hotel Monterey (1972), e os curtas experimentais La Chambre 1 (1972) e La Chambre 2 (1972). Através desses filmes, seu trabalho começa a criar o estilo que vai aderir até o fim de sua carreira, com sequências longas e repetição de tarefas ordinárias. Apesar de lésbica, não se considera como uma cineasta queer, tendo seu único filme com referência ao tema Je, tu, il, elle (1974).  Faz seu próximo filme, Jeanne Dielman (1975), com apenas 25 anos, o qual é considerado uma obra-prima do cinema femininista.
Akerman fez parte da segunda onda do feminismo, e seus trabalhos refletiam sobre a presença feminina no cinema, tanto atrás das câmeras quanto na frente. Ela acreditava que a visão feminista estava mais em como os filmes eram feitos do que as histórias que eram contadas nos filmes; a visão feminina sobre a mulher não retratava uma presença ordinária, o trabalho de câmera feminino mostrava a mulher vista pelos olhos de outra mulher.
Também foi influenciada por filósofos como Gilles Deleuze e Felix Guattari e suas literaturas menores. As três características da literatura menor são a desterritorialização da língua, a ligação do indivíduo no imediato político, o agenciamento coletivo de enunciação. Essa literatura menor nos filmes de Akerman aparece frequentemente em forma de cartas, músicas ou piadas. As cartas que freqüentemente cruzam sua obra falam de sua busca por ressonâncias entre sua própria história pessoal e outros problemas e deslocamentos atuais. Uma das mais pungentes dessas cartas é lida em uma reunião improvisada em torno de uma tabela em Do outro Lado (2002). Depois de conhecer alguns mexicanos que foram abandonados no meio de sua tentativa de atravessar a fronteira, Akerman os convida para uma refeição. Em agradecimento, eles lêem uma carta assinada coletivamente à câmera.
Apesar de ser constantemente relacionada às características de uma cineasta mulher, judia e lésbica, Akerman reduz esses rótulos pessoais e se distancia de um cinema essencialmente feminista. Ela vê o cinema como um "campo gerador de liberdade dos limites da identidade", e é contra a expressão "cinema feminista" porque "quando as pessoas dizem que há uma linguagem de cinema feminista, é como dizer só existe uma maneira para as mulheres se expressarem".

## Filmografia

### Cinema
- 1968 : Saute ma ville
- 1971 : L'Enfant aimé ou Je joue à être une femme mariée
- 1972 : La Chambre
- 1972 : Hôtel Monterey
- 1973 : Hanging Out Yonkers
- 1973 : Le 15/8
- 1974 ; Je, tu, il, elle
- 1975 : Jeanne Dielman, 23, Quai du Commerce, 1080 Bruxelles
- 1977 : News from Home
- 1978 : Les rendez-vous d'Anna
- 1982 : Toute une nuit
- 1983 : les années 80
- 1984:  J'ai faim, j'ai froid (episódio que faz parte de Paris vu par... 20 ans après :  filme colectivo de 6 realizadores : Chantal Akerman, Bernard Dubois, Philippe Garrel, Frédéric Mitterrand, Vincent Nordon e Philippe Venault )
- 1984 : New York, New York bis
- 1986 : Le marteau
- 1986 :  Letters Home
- 1986 : Rue Mallet-Stevens
- 1986 : Portrait d'une paresseuse (episódio que faz parte de Seven Women, Seven Sins : filme colectivo de 7 realizadores : Chantal Akerman, Maxi Cohen, Valie Export, Laurence Gavron, Bette Gordon, Ulrike Ottinger e Helke Sander)
- 1986 : Golden Eighties
- 1989 : Les trois dernières sonates de Franz Schubert
- 1989 : Trois strophes sur le nom de Sacher
- 1989 : Histoires d'Amérique
- 1991 :  Pour Febe Elisabeth Velasquez, El Salvador (episódio que faz parte de Contre l'oubli : filme colectivo de mais 30 realizadores : Chantal Akerman, Bertrand Blier, Costa-Gavras, Raymond Depardon, Bernard Giraudeau, Jean-Luc Godard, Alain Resnais, Coline Serreau, Bertand Tavernier, e.a.)
- 1991 : Nuit et jour
- 1993 : D'Est
- 1996 : Un divan à New York
- 1997 : Le jour où
- 1999 : Le Sud
- 2000 :  La Captive
- 2002 : De l'autre côté
- 2004 :  Demain on déménage
- 2006 : Là-bas
- 2007 : Tombée de nuit sur Shanghaï, (episódio que faz parte de L'État du monde - O estado do mundo - filme colectivo de 6 realizadores : Chantal Akerman, Ayisha Abraham, Pedro Costa, Vincent Ferraz, Bing Wang e Apichatpong Weerasethakul)
- 2008 : Women from Antwerp in November
- 2012 : La folie Almayer
- 2015 : No home movie

### Televisão
- 1980 : Aujourd'hui, dis-moi
- 1983 : Un jour Pina m'a demandé
- 1983 : L'Homme à la valise
- 1984 : Lettre d'un cinéaste: Chantal Akerman
- 1984 : Family Business: Chantal Akerman Speaks About Film
- 1992 : Le Déménagement (episódio que faz parte de Monologues)
- 1994 : Portrait d'une jeune fille de la fin des années 60 à Bruxelles
- 1997 : Chantal Akerman par Chantal Akerman (reportagem : Cinéma, de notre temps)
- 2003 : Avec Sonia Wieder-Atherton
- 2009 : À l'Est avec Sonia Wieder-Atherton

## Publicações
- 1997 : Hall de nuit, Paris, L'Arche Éditeur[11]
- 1998 : Une famille à Bruxelles, Paris, L'Arche Éditeur
- 2004 : Chantal Akerman : autoportrait en cinéaste, Paris, Centre Pompidou : livro publicado para a exposição sobre a realizadora[12]
- 2013 : Ma mère rit, Paris, Mercure de France:  é uma narração autobiográfica[13]